# Rebelião curda no Irã em 1979
A rebelião curda no Irã de 1979  irrompeu em meados de março de 1979,  cerca de dois meses após a conclusão da Revolução Iraniana, e se tornou a maior entre as insurreições de âmbito nacional no Irã contra o novo regime e uma das mais intensas revoltas curdas no Irã moderno. Inicialmente, os movimentos curdos estavam tentando alinhar com o novo governo do Irã, procurando enfatizar a sua identidade muçulmana e buscar pontos comuns com os xiitas. O Partido Democrático do Curdistão Iraniano ainda que brevemente identificasse si mesmo como organização não "separatista", supostamente criticando aqueles que clamavam pela independência, mas, no entanto, pedindo por uma autonomia política.  As relações, no entanto, rapidamente se deterioraram entre os curdos e o novo governo islâmico, e apesar dos xiitas curdos e alguns líderes tribais se voltarem para o novo Estado islâmico xiita, esquerdistas curdos sunitas continuaram o projeto nacionalista em seu enclave na província do Curdistão. 
Embora primeiramente, combatentes curdos, principalmente do Partido Democrático do Curdistão Iraniano, fizeram alguns ganhos territoriais na região de Mahabad e expulsaram as tropas iranianas da região, uma ofensiva em grande escala na primavera de 1980, pela Guarda Revolucionária Iraniana inverteu o curso da guerra.
Na sequência da erupção da Guerra Irã-Iraque em setembro de 1980, um esforço ainda maior foi feito pelo governo iraniano para esmagar a revolta curda, que era a única das insurreições de 1979 que ainda continuavam (as rebeliões árabe, baluchi e turcomena já haviam sido derrotadas  por essa altura). Ao final de 1980, as forças regulares iranianas e da Guarda Revolucionária expulsaram os curdos de seus redutos, mas grupos de combatentes curdos continuavam a executar ataques esporádicos contra as milícias iranianas. Os confrontos na área continuaram até 1983.
Cerca de 10.000 pessoas foram mortas no decorrer da rebelião curda, com 1.200 destes sendo políticos curdos presos, brutalmente executados nas últimas fases da rebelião, principalmente pelo governo xiita no Irã.  O conflito curdo-iraniano ressurgiria somente em 1989, na sequência do assassinato de um líder do Partido Democrático do Curdistão Iraniano.